# David Lovering
David Lovering (Burlington, 6 december 1961) is een Amerikaanse drummer. Hij kreeg bekendheid als de drummer van de alternatieve rockband Pixies.

## Biografie
Lovering begon als tiener met drummen. Zijn grootste invloeden waren Rush, Steely Dan, Devo en Led Zeppelin. Hij was bevriend met John Murphy, die later trouwde met Kim Deal. Toen Deal bassiste van Pixies werd, vroeg Murphy of Lovering de drummer wilde worden. Hij was eerst sceptisch maar ging later toch akkoord.
Hij heeft naast drummen ook vocaal talent. Frank Black haalde hem over om de leadvocalen van Doolittles La La Love You te zingen. Live kan hij dit nummer prima combineren met de drums.
Nadat Pixies uit elkaar ging, ging iedereen zijn eigen weg. Lovering werd een scheikundig goochelaar door experimenten uit te voeren op het podium. Hij drumde ook nog voor Kim Deals The Breeders en Frank Blacks begeleidingsband.
Toen in 2004 de Pixies opnieuw bij elkaar kwamen stemde hij meteen in. Ze treden nu nog steeds op.
- International Standard Name Identifier: 0000 0000 5836 9901
- Library of Congress Control Number: no2011145101
- MusicBrainz: 211dc1cc-2d75-4413-8e65-ef0501e1a356
- Nationale Bibliotheek van Tsjechië: xx0087843
- Virtual International Authority File: 85884651
- WorldCat: E39PBJk4HtdXGh3Qr4GYdHxv73